# 昆山杜克大学

校园内景

昆山杜克大学（英語：Duke Kunshan University，简称DKU）是一所由美国杜克大学和中国武汉大学合作创办的非盈利高等教育和研究机构，具有独立法人地位。昆山杜克大学于2013年9月获得教育部批准正式设立，并于2014年秋季迎来首批硕士研究生和本科“第二校园国际化学期项目”学生。2018年秋季，昆山杜克大学开始本科学历教育。
目前，昆山杜克大学已招生的两届本科生来自40余个国家和地区，其中中国学生和美国学生为主要学生群体。昆山杜克大学本科学生在完成学业后可获得美国杜克大学学位及昆山杜克大学的学历与学位。

## 历史
2013年9月，昆山杜克大学获得中国教育部批准正式设立。
2014年秋季，迎来首批硕士研究生和本科“第二校园国际化学习学期”学生。
2018年8月14日，昆山杜克大学举行2018年本科新生开学典礼，开始四年制本科学历教育。
目前已招生的两届本科生来自40余个国家和地区，其中中国学生和美国学生为主要学生群体。

## 学术项目

### 学士学位教育
经教育部批准，截至2019年，昆山杜克大学目前已经设立的本科专业有：
1. 材料科学与工程（材料科学与物理学）
2. 数学与应用数学（应用数学和计算科学）
3. 生物科学（分子生物科学）
4. 化学（化学和环境科学）
5. 全球健康学
6. 环境科学 (环境科学和公共政策)
7. 国际事务与国际关系（国际政治经济学）
8. 历史学（全球化中国研究）
9. 数据科学与大数据技术
10. 经济学（机构和治理）
11. 社会学（文化与社会）
12. 世界史（美国研究）
13. 哲学（伦理与领导力）
14. 数字媒体艺术（媒体与艺术）
15. 英语（全球文化研究）

### 硕士研究生教育
昆山杜克大学目前开设了如下五个硕士研究生学位项目：
1. 电子与计算机工程硕士
2. 环境政策硕士
3. 管理学硕士（与杜克大学福库商学院合办，颁发杜克大学学位）
4. 全球健康理学硕士
5. 医学物理理学硕士

## 校园环境
昆山杜克大学位于江苏昆山市，校园占地200英亩，配置有教室和会议设施、图书馆资源、师生宿舍、餐厅及休闲设施。校园一期建筑包括学术中心、会议中心、学生公寓、教师公寓以及服务楼，环绕位于校园中央的方形水亭和湖心亭。